# Nordsee Akademie
Die Nordsee Akademie (bis 2000: Heimvolkshochschule Leck) ist in der nordfriesischen Gemeinde Leck eine Bildungseinrichtung auf dem Gebiet der Erwachsenen- und Weiterbildung. Der verantwortliche Träger der Nordsee Akademie ist der Deutsche Grenzverein e. V.

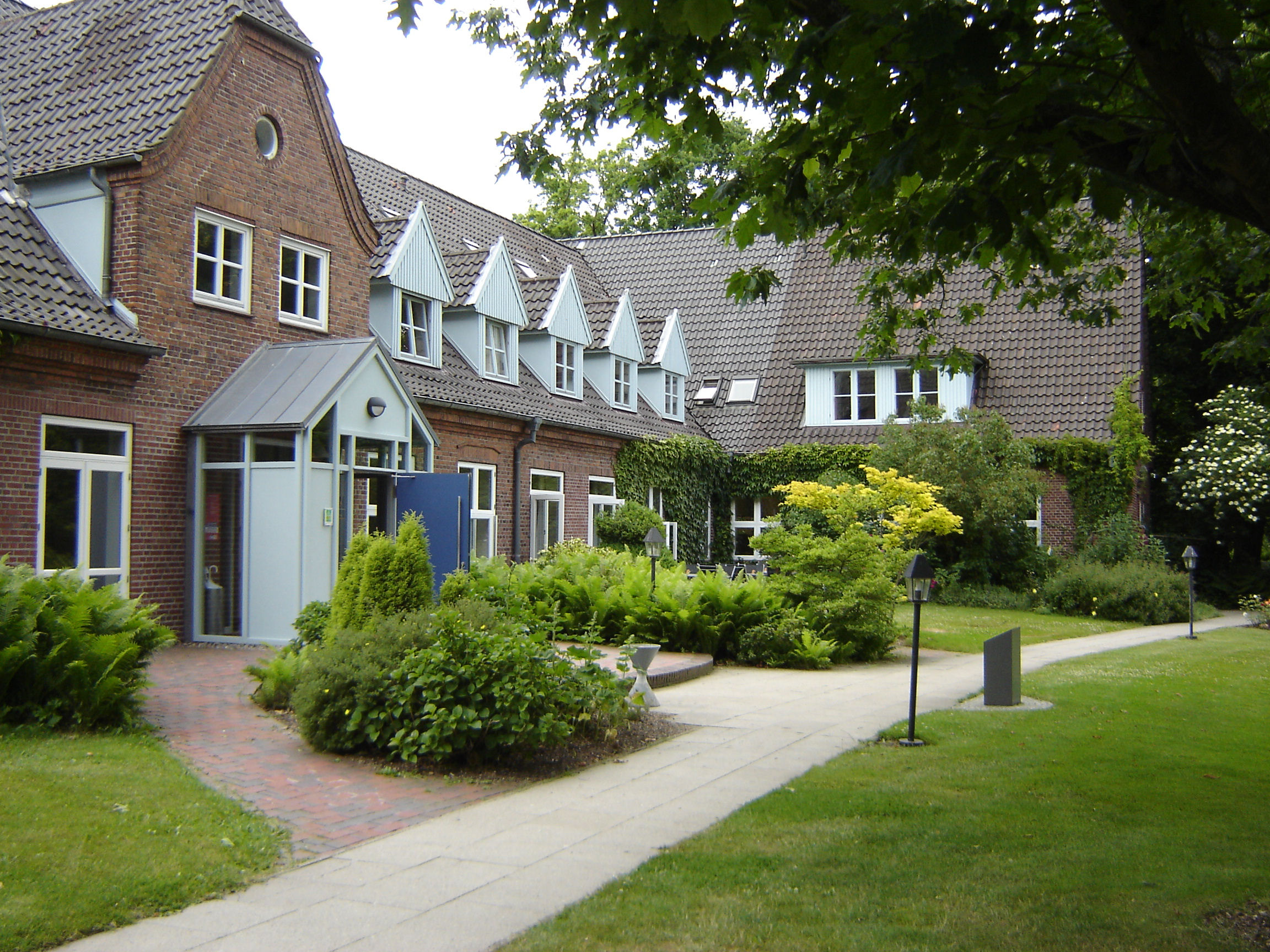
Nordsee Akademie, Haus Südtondern in Richtung Nordwesten

## Geschichte
Die Gründung der heutigen Nordsee Akademie als Heimvolkshochschule im Jahr 1921 war eine Konsequenz der Volksabstimmung von 1920: Nach der deutschen Niederlage im Ersten Weltkrieg war im Versailler Vertrag über die nationale Zugehörigkeit in Nord- und Mittelschleswig eine Volksabstimmung festgesetzt worden, die in zwei Zonen mit unterschiedlichen Abstimmungsmodalitäten und zeitlich versetzt am 10. Februar 1920 und am 14. März 1920 stattfand. In der 1. Zone entschieden sich 74,9 % der Stimmberechtigten für Dänemark und in der 2. Zone stimmten 80,2 % für Deutschland. Die Festlegung der deutsch-dänischen Grenze erfolgte somit aufgrund eines Mehrheitsvotums der betroffenen Bevölkerung. Beiderseits der neuen Grenze blieben nationale Minderheiten in Südschleswig sowie in Nordschleswig zurück.
Am 3. Mai 1921 beschloss ein Gründungsausschuss den Bau der Heimvolkshochschule als eine Strukturfördermaßnahme für das neu entstandene Grenzgebiet. Die Bauträgerschaft hatte der damalige Kreis Südtondern übernommen. Am 29. April 1923 wurde die Heimvolkshochschule Leck in einem Gebäude im Stil der Heimatschutzarchitektur eröffnet. Zu dieser Zeit war Schleswig-Holstein eine Preußische Provinz und der Impuls zur Gründung war von einer Denkschrift des Preußischen Kultusministeriums ausgegangen, das die Finanzierung übernahm. Die relativ lange Bauzeit von zwei Jahren war eine Folge der Inflation.  Der Schwerpunkt der neueröffneten Bildungseinrichtung lag in der nachschulischen Weiterbildung der ländlichen Bevölkerung.
Nach der Machtübernahme kam es 1934 zur Schließung der Heimvolkshochschule, und ihr Direktor Peter Krüger musste sein Amt aufgeben. Während des Dritten Reiches betrieb die NSDAP in dem Gebäude für die Hitlerjugend die Nordmarkschule. Nach dem Zweiten Weltkrieg konnte die Heimvolkshochschule am 17. Oktober 1948 in Anwesenheit des Landrats Friedrich Wilhelm Lübke wieder eröffnet werden. Die Grundlage der Wiedereröffnung war ein Vertrag vom 1. August 1948, der zwischen dem Deutschen Grenzverein, dem Kreis Südtondern und der Volkshochschulgemeinschaft Leck e. V. geschlossen wurde.
Die wachsenden Schülerzahlen nach der Wiedereröffnung erforderten ergänzend zum Hauptgebäude (heute: Haus Südtondern) den Bau eines Südflügels, der am 24. Juli 1954 feierlich eingeweiht wurde. Nach einem Blitzschlag brannte der Südflügel am 5. März 1959 aus. Weil durch das Programm Nord ein erheblicher Mangel an Arbeitskräften bestand, gab es Probleme bei der Trümmerbeseitigung und dem Wiederaufbau.  In dem Flügel befinden sich heute unter anderem der Raum Sylt und das Forum. In den 1970er Jahren kam ein Nebenhaus (heute: Haus Nordfriesland) hinzu.

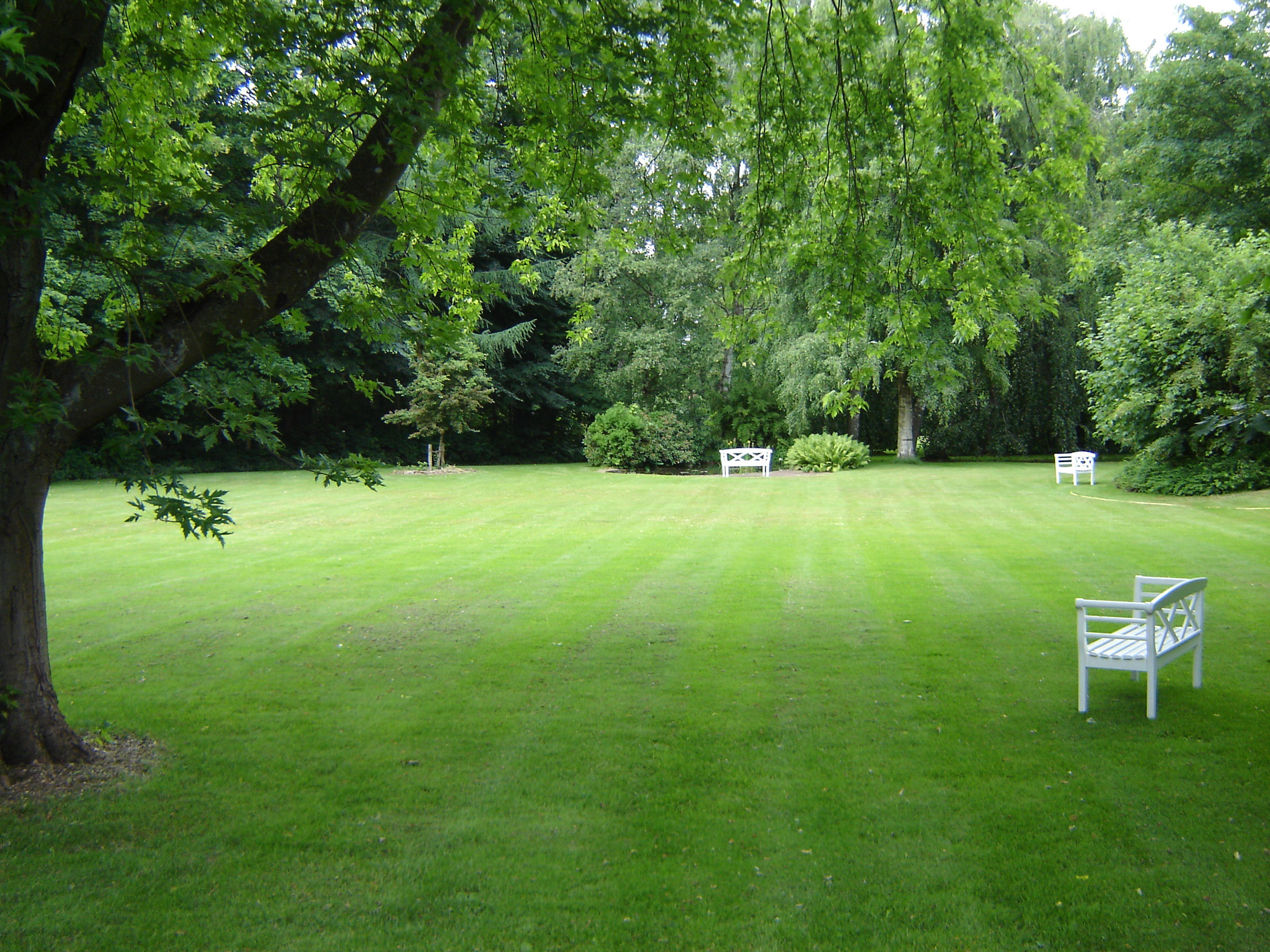
Nordsee Akademie, Parkanlage in Richtung Osten

Seit dem Jahr 2000 firmiert die Heimvolkshochschule unter dem neuen Namen Nordsee Akademie. Damit wird der Wandel hin zu einem modernen Tagungs- und Seminarhaus mit einem breit gefächerten Bildungsangebot unterstrichen. Unmittelbar auf dem Grundstück befindet sich eine Parkanlage.
In den Jahren 2000 bis 2005 wurde die Nordsee Akademie grundlegend renoviert. Sie bietet heute Raum für Veranstaltungen, Tagungen und Kongresse aller Art. Das Seminar- und Tagungshaus verfügt über moderne Einzel- oder Doppelzimmer sowie über ein hauseigenes Restaurant.

## Aufgabe und Programm
Die Nordsee Akademie bietet ein breites Spektrum an Bildungsangeboten aus allen Bereichen. Die Angebote sind trotz ihrer Breite speziell ausgerichtet auf Veränderungsprozesse in Wirtschaft, Kultur und Politik – entsprechend dem Motto des Hauses: Nur der Wandel ist beständig. Darüber hinaus umfasst das Programm der Nordsee Akademie den Themenbereich Datensicherheit/Datenschutz, den die Nordsee Akademie in Kooperation mit dem Unabhängigen Landeszentrum für Datenschutz anbietet, sowie Seminare und Studienreisen zur Geschichte, Natur und Kultur Nordfrieslands, Schleswig-Holsteins und Skandinaviens.
Weitere Schwerpunkte im Programm sind seit 2000 die berufliche Weiterbildung, die Vermittlung neuer Medien und der Datenschutz. Speziell konzipierte Ausbildungskurse gibt es für die berufliche Weiterbildung zu den Fachgebieten Mediation mit anerkannten Ausbildern des Bundesverbandes für Mediation; Systemische Beratung und Supervision sowie Suchtprävention. Schon seit 1981 gehören ein Internationaler Sommerkurs sowie seit 2001 die Sommeruniversität der Lessing-Hochschule zu Berlin zum Programm. Mit dem Projekt
„jUNG zuSAMMEN – Dueppel 2014“ fand 2014 erstmals ein deutsch-dänischer Jugendtreff statt.

## Direktoren
- 1923–1929: Christian Kruse[7]
- 1929–1934: Peter Krüger
- 1948–1970: Jacob Johannsen
- 1970–1981: A. Makus
- 1981–1999: Erich Rohner
- 2000–2004: Brigitte Leitner
- 2004–2016: Oke Sibbersen
- 2016–2018: Ariane Huml[8]
- Kommissarisch ab 8. Juni 2018: Stefan Ploog
- seit 2019: Aaron Jessen[9]

## Mitgliedschaft
- Verband der Bildungszentren im ländlichen Raum e. V.